# 魁地奇

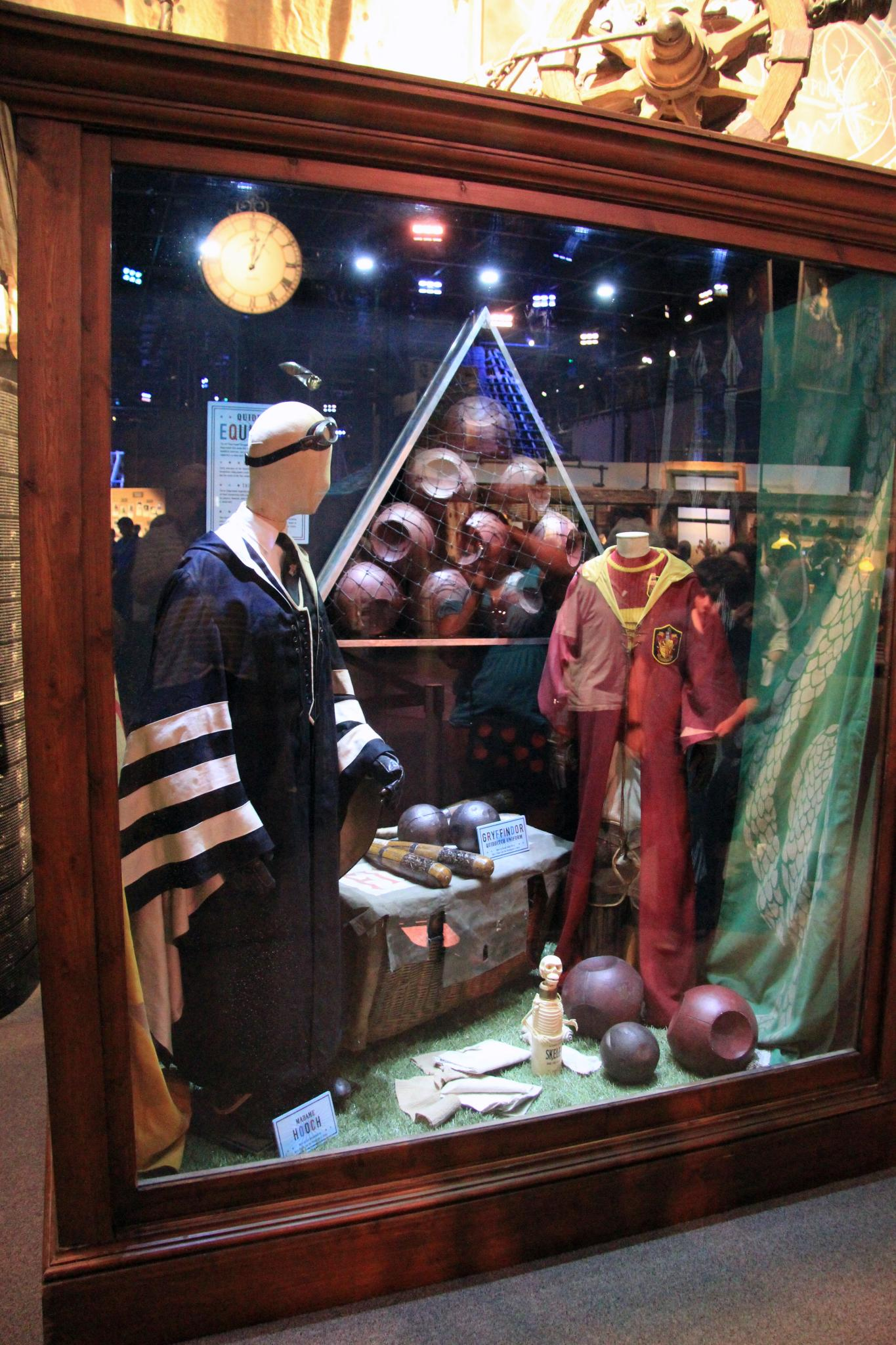

魁地奇（發音：/ˈkwɪdɪtʃ/）是小說《哈利波特》系列中虛構的一種空中球賽，球員必須騎乘飛天掃帚參賽，比賽方式類似現實中的板球或馬球。魁地奇是巫師世界中最風行的球賽運動。不但有許多職業球隊，霍格華茲魔法與巫術學院的每個學院也各有一支球隊。在系列的第四本中，哈利去看了魁地奇世界盃的比賽。魁地奇在整個系列的前六本中，扮演很重要的角色，不過第六本書中是羅琳最後一次寫到魁地奇球賽。

## 規則

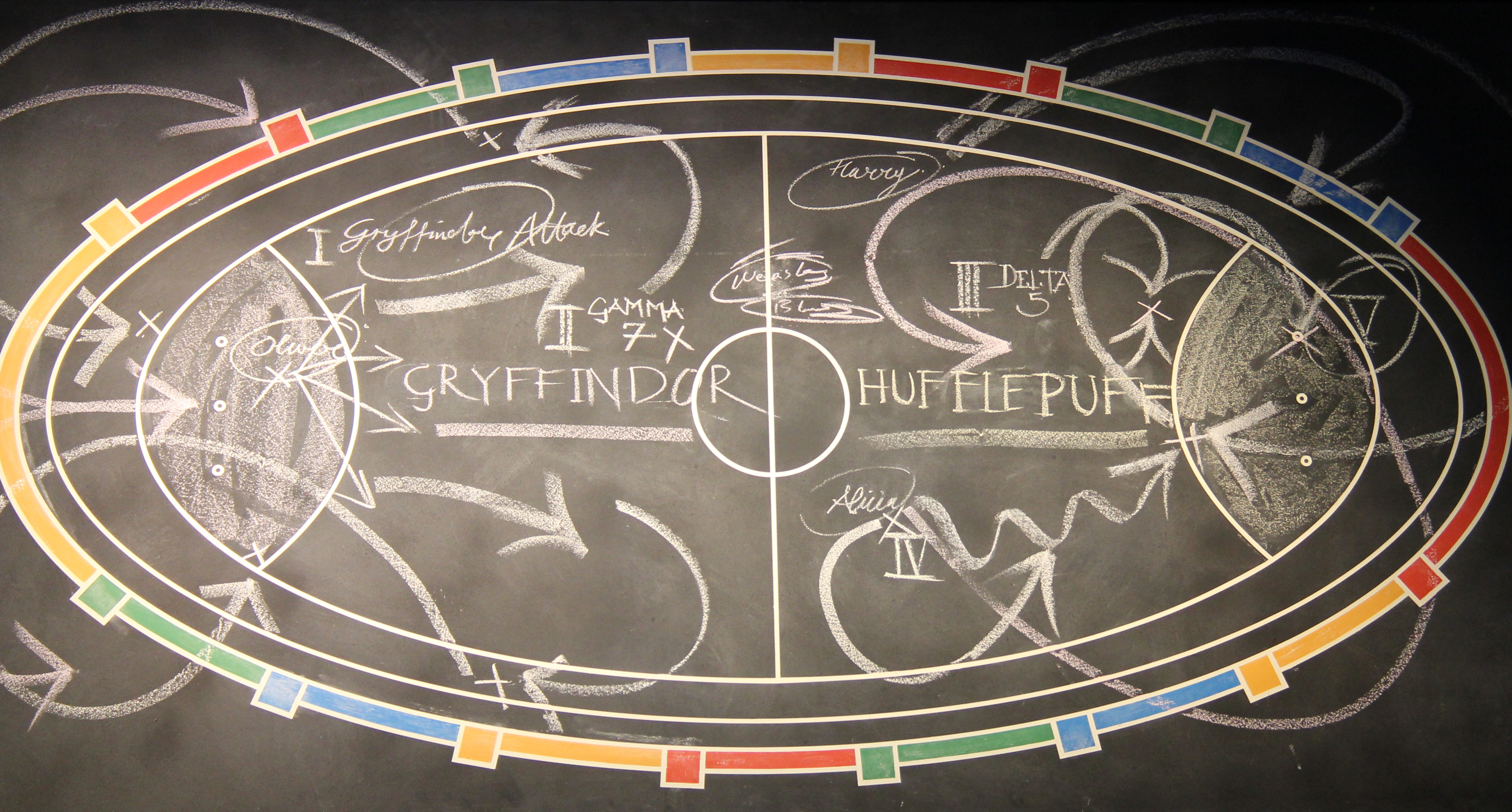

魁地奇球賽是在一個長橢圓形的球場中進行，範圍包含看台區，兩端各設有三個得分球門。得分較多的隊伍即獲得勝利。每隊各有7名球員，包括:1名看守手，2名打擊手，3名追蹤手，和1名搜捕手。共以4顆球來進行比賽。
快浮是4顆球中速度較慢的，和麻瓜世界中一顆球的球賽所使用的球很相似，大小與足球相仿，雖然沒有飛行能力還是用了咒語，讓快浮落下的速度減緩，還有特殊的形狀，以方便球員用手抓住還有傳球。追蹤手負責鬼飞球，在進攻中，將球射進對方的球門中可得10分，或者在防禦中攔截對方的球。看守手負責防守球門，因而全身都可以觸摸球，此外也可以拿快浮參與前場進攻。搏格則是沉重的鐵球，共2颗，會自動在球場中飛來飛去，試圖把球員（特別是持快浮球員）撞下掃帚，打擊手沒有持有快浮的责任，因為他們要拿球棒將搏格打出去，保護自己的隊員或者拿它來攻擊干擾對方球员。最後一顆球是體積小、長有翅膀的金探子绕著球場疾速飛行，搜捕手要負責抓到它，成功的話可以獲得150分，球賽也同時結束。如果沒有抓到是不能結束比賽的，故事中就曾提到一場持續三個月的球賽，球員以輪班制方式進行完畢。

## 歷史
騎乘飛天掃帚的運動，在飛天掃帚進步到能夠讓飛行者彎過轉角，和變化速度以及高度時，隨即應運而生。巫師世界中的早期畫作，描繪有古老的飛天掃帚運動。
瑞典的年度飛天掃帚競速慶典，可以追溯到十世紀左右。參賽者從Kopparberg飛到Arjeplog，總長度大約三百多英哩。比賽路線橫跨一個野生龍保護區，比賽獎座也採用瑞典短吻龍的造型。現在這項活動已經成為國際性的比賽。
1105年繪成的知名畫作 ("")，則描繪德國的古老比賽Stitchstock，這種比賽是立起一根二十英呎高的柱子，將一個龍的膀胱吹脹以後掛在頂端，由一名騎乘掃帚的參賽者，負責保護這個膀胱氣球。這名參賽者得在腰部綁上繩子，固定在柱子上，被限制不能飛離柱子超過十英呎，其他參賽者則輪流嘗試，用磨尖的掃帚把手戳破這個膀胱氣球。負責看守氣球的參賽者可以攜帶魔杖，以擊退其他人的進攻。遊戲以能否成功戳破氣球，或者看守者能不能施法使所有對手退出比賽，做為結束的標準。
有人認為魁地奇（Quidditch）這個名稱的由來，是合併不同種類球的名稱產生：Quaffle（快浮）、Bludger（搏格）以及Snitch（金探子）。不過在故事中的世界，魁地奇這個名稱，是從這個遊戲在十一世紀最初雛形的Queerditch Marsh而來（遊戲方式基本上和現今的魁地奇相似）。
根據書中資料，魁地奇早期是一種簡單的飛天掃帚運動，球員互傳皮球（即現在的快浮），並且將球射進球場兩端的球門得分。隨後很快就加入了博格，當時是用下了咒的石頭，這種改變可能是受到高危險性的蘇格蘭球賽「石雨」的影響。石雨的參賽者要用頭上綁的大釜，去接住落下來的石頭。
金色飞贼的加入，也是受到巫師世界一種早期運動的影響。該運動是由巫師們試著抓住金探鳥（一種快速飛行的魔法鳥類）。1269年，當時的巫師評議會議長巴比若斯·巴格（Barberous Bragge）放出一隻金探鳥，並提供150金加隆的獎金（大約等於現在的一百萬金加隆）給抓到的人。賽中一位叫謙虛·賴娜夫人的女巫救了這隻鳥，之後她以干擾比賽的罪名被罰10金加隆，沒錢的她只好將老家充公。不久之後的所有魁地奇比賽中便會放出一隻金探鳥，兩隊派出搜捕手負責捕捉，勝利隊伍將多得150分，以紀念當時的150金加隆。後來金探鳥瀕臨絕種，於是一名住在加迪利谷的巫師——金屬咒師鮑曼·萊特（Bowman Wright）依照金探鳥的行為與飛行模式打造出金探子。
魁地奇有七百種犯規規定，在1473年的第一屆魁地奇世界盃中，全部上演過一遍。
Quodpot是魁地奇的一種變體，在美國和南美洲相當流行。
魁地奇國際最高主管機構是國際巫師聯盟魁地奇委員會 (International Confederation of Wizards Quidditch Committee，ICWQC)
魁地奇發明於西元1050年

## 英國及愛爾蘭的魁地奇球隊
1674年英國及愛爾蘭挑選出13支最好的球隊組成聯盟，其餘球隊被要求解散，從此這13支球隊每年互爭聯盟獎盃。魔法遊戲與運動部負責管裡國內所有職業魁地奇球賽比賽及相關規定。
- 蘋果地神箭隊（Appleby Arrows）
  - 這是一支英格蘭北部的魁地奇球隊，於1612年成立。隊袍是淡藍色的，上頭繡有一支銀色的箭。該隊最輝煌的時刻是在1932年，擊敗了當時歐洲魁地奇冠軍隊－夫拉札禿鷹隊，那場比賽在濃霧及陰雨中足足纏鬥了十六天。該隊球迷有個多年的習俗，每當追蹤手得分，球迷們就朝空中用魔杖射出銀箭，但這項習俗再1894年被魔法部「魔法遊戲與運動部門」給禁止，原因是當時有一支箭射穿了裁判納真.帕斯的鼻子。神箭隊多年來一直有一個死對頭，也就是溫伯黃蜂隊。
- 貝利堡蝙蝠隊（Ballycastle Bats）
  - 愛爾蘭北部最著名的球隊，已贏過二十七次魁地奇聯盟盃。其隊袍是黑色的，胸前繡著一隻星紅色的蝙蝠。貝利堡蝙蝠隊的吉祥物-水果蝙蝠巴尼在魔法世界很出名，是知名飲品奶油啤酒的代言人。
- 卡菲利彈弓隊（Caerphilly Catapults）
  - 1402年成立於威爾斯，隊袍樣式是淺綠鮮紅直條。該隊的紀錄及為輝煌，有18次的聯盟盃冠軍，以及在1956年歐洲盃著名的一次大勝，打敗了挪威的拉斯約克風箏隊。彈弓隊的球星「煞星」戴·路威林，當年在希臘度假時，被獅面龍尾羊給吃了。消息傳回威爾斯，全境的女巫巫師都為他哀悼一日。如今每季球賽結束時，凡在比賽中有過精彩搏命演出的球員，該隊接授以「煞星戴紀念獎章」。
- 查德利砲彈隊（Chudley Cannons）
  - 為榮恩所仰慕的球隊，穿著橘色的球袍。大聯盟排名第九。
- 范爾口獵鷹隊（Falmouth Falcons）
- 聖顱島女頭鳥隊（Holyhead Harpies）
  - 是一支年代極為久遠的威爾斯球隊。該隊在世界上的魁地奇球隊中一枝獨秀，因為她們的隊員都是女巫。金妮成年後加入這支球隊，直到結婚生子後退休。
- 坎梅爾茶隼隊（Kenmare Kestrels）
- 蒙綽斯喜鵲隊（Montrose Magpies）
- 波樹之光隊（Pride of Portree）
- 泥水池聯隊（Puddlemere United）
- 特茲丘龍捲風隊（Tutshill Tornados）
- 維格城流浪者隊（Wigtown Wanderers）
- 溫伯黃蜂隊（Wimbourne Wasps）

## 學院球隊
球員名單來自哈利波特系列遊戲哈利波特：魁地奇世界盃。粗体代表此队队长；空白的区域则代表未确定的队员名字。

| 剧情                  | 角色                             | 学院                    | 学院              | 学院              | 学院        |
| --------------------- | -------------------------------- | ----------------------- | ----------------- | ----------------- | ----------- |
| 剧情                  | 角色                             | 格兰芬多                | 赫奇帕奇          | 拉文克劳          | 斯莱特林    |
| （經過作者本人的授權) | 追蹤手                           |                         | Tamsin Appleby    |                   |             |
| （經過作者本人的授權) | 追蹤手                           | 艾莉西亞·斯平内特(西亞) | Malcolm Priest    | Jeremy Stretton   | 德里安·普塞 |
| （經過作者本人的授權) | 追蹤手                           | 凯蒂·贝尔               | Heidi MaCavoy     | Randolph Burrow   | 蒙太        |
| （經過作者本人的授權) | 打擊手                           | ·韦斯莱                 | Maxine O'Flaherty | Duncan Ingleberry | 波尔        |
| （經過作者本人的授權) | 打擊手                           | 乔治·韦斯莱             | Anthony Rickett   | Jason Samuels     | 德瑞克      |
| （經過作者本人的授權) | 看守手                           |                         | Herbert Fleet     | Grant Page        | 布莱奇      |
| （經過作者本人的授權) | 搜捕手                           | 哈利·波特               |                   |                   |             |
|                       |                                  |                         |                   |                   |             |
|                       | 追蹤手                           |                         | 扎卡赖斯·史密斯   |                   | 蒙太        |
| 艾丽娅·斯平内特       | 追蹤手                           |                         |                   | 沃林顿            |             |
| 凯蒂·贝尔             | 追蹤手                           |                         |                   | 德里安·普塞       |             |
| 打擊手                | ·韦斯莱 安德鲁·柯克 （替补）     |                         |                   |                   |             |
| 打擊手                | 乔治·韦斯莱 杰克·斯劳珀 （替补） |                         |                   |                   |             |
| 看守手                | ·韦斯莱                          |                         |                   | 布莱奇            |             |
| 搜捕手                | 哈利·波特 金妮·韦斯莱 （替补）   | 夏比                    |                   |                   |             |
|                       |                                  |                         |                   |                   |             |
|                       | 追蹤手                           | 凯蒂·贝尔 （替补）      | 扎卡赖斯·史密斯   |                   | 厄克特      |
| 德米尔扎·罗宾斯       | 追蹤手                           | 卡德瓦拉德              |                   | 瓦塞              |             |
| 金妮·韦斯莱           | 追蹤手                           |                         |                   |                   |             |
| 打擊手                | 吉米·珀克斯                      |                         |                   |                   |             |
| 打擊手                | 里切·古特                        |                         |                   |                   |             |
| 看守手                | ·韦斯莱 考迈克·麦克拉根 （替补） |                         |                   |                   |             |
| 搜捕手                | 哈利·波特                        |                         |                   | 哈珀 （替补）     |             |

## 金探子

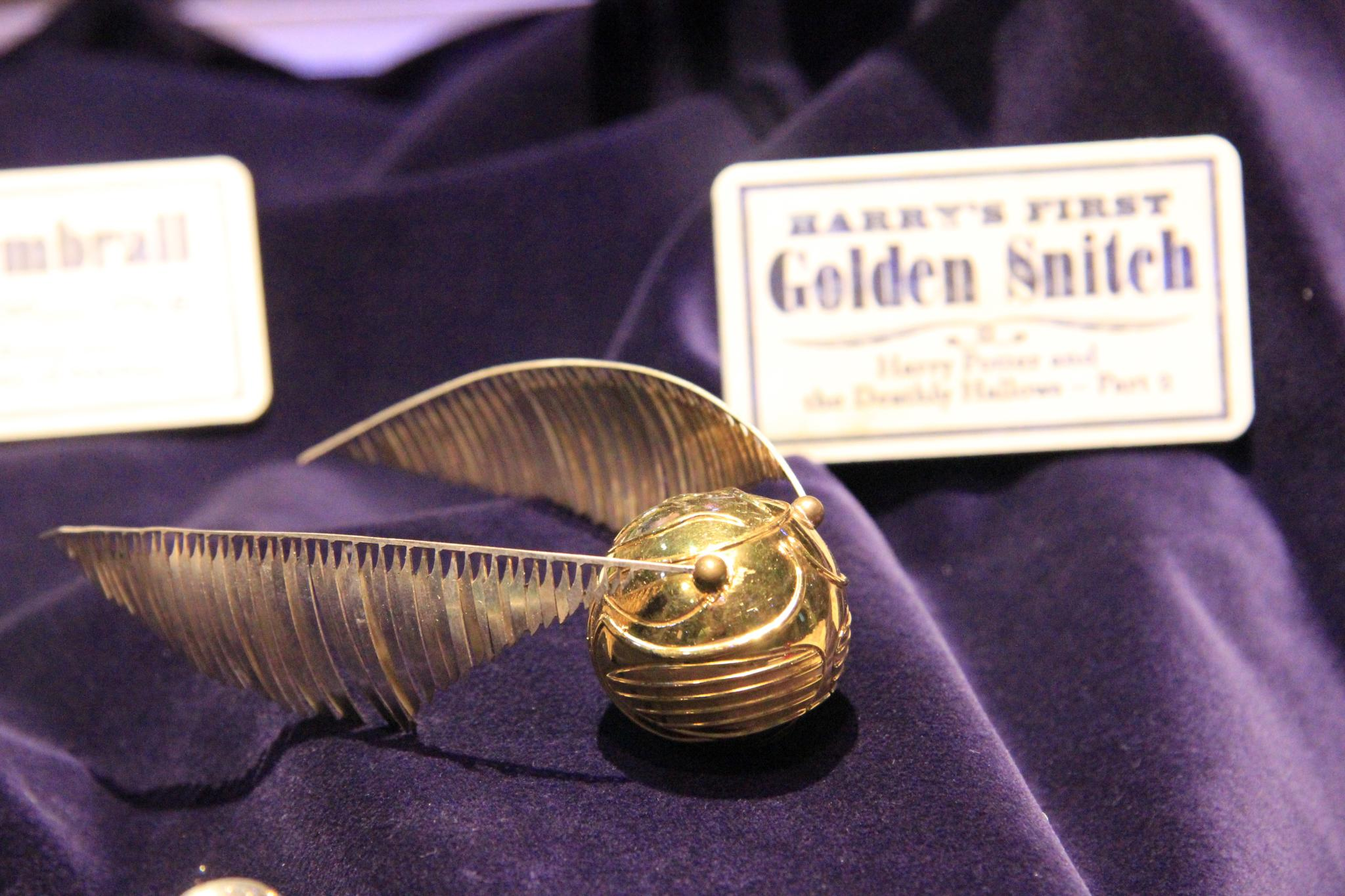
金探子

金探子（英语：Golden Snitch），（简体版称“金色飞贼”，繁体版称“金探子”），是魁地奇比赛中用到的四个球之一（其他三个分别是鬼飞球和两个游走球）外形只有胡桃般大小，亮金色，背后有对银色的小翅膀。金探子会在魁地奇比赛场中高速飞行。找球手抓住它时，他的队伍会额外获得150分。抓到金探子（或经过两支球队的队长同意下），一场比赛才能结束。

## 創作靈感
據J·K·羅琳所說，「魁地奇」比賽是她在曼徹斯特一間小旅館內跟男友大吵一架之後創造出來的:38。她在寫滿五頁以「Q」為開頭的單詞後，才決定將這項比賽命名為「魁地奇」（Quidditch）。

## 其他故事
金探子原本是作家J·K·羅琳在《哈利·波特》中創作，是一種巫師運動的道具，但同時在著名小說家史蒂芬·金的長篇小說《黑塔》中出現，在黑塔第五部作品《卡拉之狼》中，金探子是一種置人於死地的武器（在故事中名叫銀探子），使用者按下銀探子左邊的一個按鈕，然後拋向目標，銀探子便會在空中盤旋，並飛向目標，在目標身上爆炸。故事中人物艾迪撿到其中一個，上面寫著「銀探子，哈利波特型」。由於故事中的狼外型酷似驚奇漫畫神奇四俠中的末日博士，因此他們以為這是參照驚奇漫畫的未來武器，但事實上這是參照J·K·羅琳的《哈利·波特》。

## 真實世界的模仿
哈利波特故事中的「魁地奇」比賽，在现实中有人模仿。2005年美國佛蒙特州米德爾堡大學一群學生組成了「魁地奇」球隊，不過他們只能騎著掃把跑，不能像小說那樣飛。
現實世界中的魁地奇改編小說中的規則，由國際魁地奇協會制訂。每個球隊由7人至21人組成，場上保持七人，分別是一名防守得分圈的看守手，三名將快浮推進得分圈的追蹤手 、兩名負責搏格的打擊手，以及一名追捕金色飞贼的搜捕手。